# Araripedactylus
Araripedactylus dehmi
Genre
Espèce
Araripedactylus est un genre fossile de grand ptérosaure ptérodactyloïde, connu à partir d’un seul os d’aile trouvé dans la Formation Santana du Crétacé inférieur, au Brésil.

## Historique
Le genre Araripedactylus est nommé en 1977 par Peter Wellnhofer qui, ignorant que le nom Araripesaurus avait déjà été publié par Price en 1971, croyait être le premier à nommer un genre de ptérosaure brésilien. Le nom de genre fait référence au Plateau d'Araripe (en) et combine ce nom avec daktylos, mot grec signifiant « doigt », un élément commun dans les noms de ptérosaures depuis Pterodactylus. L'espèce type est Araripedactylus dehmi ; l'épithète spécifique rend hommage au paléontologue allemand Richard Dehm, professeur à l'institut de Munich qui a acquis le seul spécimen connu en 1975.
L’holotype, BSP 1975 I 166, est constitué d’une seule phalange, la première du doigt alaire droit, enchâssée dans un nodule de craie allongé. Lorsque le nodule a été fendu pour révéler le fossile, son extrémité distale a été endommagée. Le spécimen provient d’un individu adulte. La phalange mesure 55 centimètres de long. Wellnhofer a décrit les parois osseuses comme exceptionnellement épaisses pour un ptérosaure, les estimant à 3 à 5 millimètres d'épaisseur.
En raison du manque d’informations supplémentaires, Wellnhofer a classé Araripedactylus comme Pterodactyloidea général. En 2000, Alexander Kellner a supposé qu’étant donné son origine, l’espèce appartenait probablement au clade Ornithocheiroidea (au sens de Kellner) et a conclu que la phalange était difficile à distinguer de celle d’autres grands ptérosaures de la formation, comme Anhanguera ou Tropeognathus. Il n’a pas pu confirmer l’épaisseur exceptionnelle des parois osseuses ni aucune autre autapomorphie (caractéristique unique) du genre.
La longueur d’envergure de Araripedactylus a été estimée par Wellnhofer à au moins 4,8 mètres (15,75 pieds), et dans une autre publication à 5 mètres (16,5 pieds).

## Liste d'espèce
- †Araripedactylus dehmi Wellnhofer, 1977 : nomen dubium

### Autre espèce voisine
- †Araripesaurus castilhoi Price, 1971 : nomen dubium

## Nomen dubium
Selon Paleobiology Database en 2025, ce genre Araripedactylus ainsi que les deux espèces Araripesaurus castilhoi et Araripedactylus dehmi sont déclarés nomen dubium du sous-ordre des Pterodactyloidea en 2000 par Kellner & Tomida,.

### Publication originale
- [1977] (en) Wellnhofer, P., Araripedactylus dehmi nov.gen., nov.sp., ein neuer Flugsaurier aus der Unterkreide von Brasilien, vol. 17, Mitteilungen der Bayerischen Staatssamlung für Palaeontologie und historische Geologie, 1977, 157–167 p. (lire en ligne).